# Casa amb relleus (Cabassers)
La Casa amb relleus és una obra gòtica de Cabassers (Priorat) inclosa a l'Inventari del Patrimoni Arquitectònic de Catalunya.

## Descripció
Aquesta casa del carrer major com a elements destacables té una arcada gòtica visible que arriba a l'altura del sostre del primer pis, i dos fragments de pedra blanca, esculpits, encastats a la paret de la façana, a 1,9 metres del terra aproximadament.
En el fragment de pedra més gran es representa una creu, de la que només es veu la meitat, dins d'un escut i, al costat, un signe en forma de "T" amb una flor al damunt. En el segon fragment, més petit, es veu mig signe "T" i altre flor. Aquests fragments no estan identificats però alguns erudits locals els relacionen amb el primer temple del poble datat al període visigòtic.